# Oropus castaneus
Oropus castaneus är en skalbaggsart som beskrevs av Thomas Casey 1908. Oropus castaneus ingår i släktet Oropus och familjen kortvingar. Inga underarter finns listade i Catalogue of Life.